# 生物催化
生物催化（英語：Biocatalysis）是使用天然催化剂酶，对有机化合物进行的化学转化。这种反应过程又被称为“生物转化”。离体的酶和活细胞中的酶都可以参与到这一活动中。